# Альберт Гвюдмюндссон (футболист, 1923)
Альберт Сигюрдюр Гвюдмюндссон (исл. Albert Sigurður Guðmundsson; 5 октября 1923, Рейкьявик, Королевство Исландия — 7 апреля 1994, Рейкьявик) — первый исландский профессиональный футболист, нападающий. По завершении спортивной карьеры стал политиком, был членом альтинга — парламента Исландии, министром финансов и промышленности. Выступал кандидатом на пост президента Исландии в 1980 году.

## Карьера

### Спортивная карьера
Альберт начал свою карьеру в молодёжном составе клубе «Валюр». В 1944 году он уезжает в Шотландию для изучения бизнеса в Колледже Скерри, который находится в Глазго, в этом же городе он начал свою профессиональную карьеру, выступая за местный «Рейнджерс». В 1945 году он переходит в лондонский «Арсенал», сыграв несколько товарищеских матчей и 2 игры чемпионата в октябре 1946 года. Гвюдмюндссон стал вторым игроком-небританцем, который выступал за «Арсенал», после голландца Геррита Кейзера. В товарищеском матче против парижского «Расинга» Гвюдмюндссон приглянулся французской команде, которая хотела заключить с ним контракт. Гвюдмюндссон не смог получить разрешение на работу в Англии, а потому ему пришлось искать работу в другом месте. Он переезжает во Францию, но выступать не за «Расинг», а за «Нанси», в первый же сезон став лучшим бомбардиром, а также забив два гола в Кубке Франции. В 1948 году Гвюдмюндссон переходит в «Милан», но, сыграв лишь 14 матчей, ломает колено в игре с «Лацио», Травма могла поставить крест на карьере футболиста, но на Апеннинах нашёлся врач, готовый провести трудную операцию. Однако врач этот работал в извечном сопернике «Милана», «Интере», а потому руководство «Милана» отказало в проведении операции. Гвюдмюндссону пришлось выкупить свой контракт у «Милана» и лечь на операцию, которая прошла удачно. После восстановления возвращается во Францию и играет там до 1954 года, затем возвращается в Исландию, где доигрывает последний сезон, прежде чем повесить бутсы на гвоздь.
В 1967 году награждается Серебряным значком Футбольной ассоциации Исландии, а на следующий год его избирают на пост президента этой ассоциации, который он занимает до 1973 года. По окончании президентства его награждают Золотым значком ассоциации.

### Политическая карьера
После окончания карьеры футболиста начал делать карьеру бизнесмена как оптовый продавец французской женской одежды. Его дело стало популярным, и он расширил дело, продавая различные виды товаров, привезённые, главным образом, из Франции. Он присоединяется к Партии независимости и в 1970 году избирается членом совета Рейкьявика, занимая этот пост до 1986 года.
В 1974 году после ухода с поста президента Футбольной Ассоциации Исландии он баллотируется и избирается в Альтинг от Рейкьявика. В 1983 году он становится министром финансов, а в 1985 — министром промышленности, пост, который он занимает до 1987 года, когда налоговый скандал вынудил его подать в отставку. Чувствуя отсутствие поддержки от руководства Партии независимости, он за несколько недель до всеобщих выборов создаёт свою партию — Гражданская партия — и служит её председателем до 1989 года. Партия была правоцентристской и получила 10,9 % голосов на выборах 1987 года, делегировав таким образом 7 человек в парламент, включая сына Альберта Гвюдмюндссона, Инги-Бьорна Альбертссона, который также играл нападающим в сборной Исландии в 70-х гг. Бывшая же партия Гвюдмюндссона, Партия независимости, получила 27,2 % голосов, что стало худшим результатом в её истории.
В 1989 году назначен постоянным послом во Франции, где работал до 1993 года. Ранее он был генеральным консулом Франции в Исландии с 1962 по 1989 гг.
Умер 7 апреля 1994 года. Его внучка Кристбьёрг Хельге Ингадоттир стала футболисткой, вышла замуж за футболиста и телекомментатора Гюдмюндюра Бенедиктссона; их сын Альберт Гюдмюндссон пошёл по стопам прадеда и родителей. 